# Caràcter de control
Un  caràcter de control  és, en l'àmbit de la informàtica, un caràcter no imprimible que serveix per a ús intern de l'ordinador, per exemple per controlar un dispositiu específic, indicar el valor nul (NULL)
Hi ha caràcters de control que no existeixen en aquesta taula PE: final de línia (EOL, sigles en anglès de final de línia =  End Of Line ) o final de fitxer (EOF, sigles en anglès de final de fitxer =  End Of File ).
A continuació es mostra la taula de caràcters de control del codi ASCII
| Binari    | Decimal | Hex | Abreviatura | Repro | AT                       | Nom/Significat               |
| --------- | ------- | --- | ----------- | ----- | ------------------------ | ---------------------------- |
| 0000 0000 | 0       | 00  | NUL         | ␀     | ^                        | Caràcter Nul                 |
| 0000 0001 | 1       | 01  | SOF         | ␁     | ^A                       | Inici de Capçalera           |
| 0000 0010 | 2       | 02  | STX         | ␂     | ^B                       | Inici de Text                |
| 0000 0011 | 3       | 03  | ETX         | ␃     | ^C                       | Fi de Text                   |
| 0000 0100 | 4       | 04  | EOT         | ␄     | ^D                       | Fi de Transmissió            |
| 0000 0101 | 5       | 05  | ENQ         | ␅     | ^I                       | Enquiry                      |
| 0000 0110 | 6       | 06  | ACK         | ␆     | ^F                       | Acknowledgement              |
| 0000 0111 | 7       | 07  | BEL         | ␇     | ^G                       | Timbre                       |
| 0000 1000 | 8       | 08  | BS          | ␈     | ^H                       | Retrocés                     |
| 0000 1001 | 9       | 09  | HT          | ␉     | ^I                       | Tabulació horitzontal        |
| 0000 1010 | 10      | 0A  | LF          | ␊     | ^J                       | Line feed                    |
| 0000 1011 | 11      | 0B  | VT          | ␋     | ^K                       | Tabulació Vertical           |
| 0000 1100 | 12      | 0C  | FF          | ␌     | ^L                       | Form feed                    |
| 0000 1101 | 13      | 0D  | CR          | ␍     | ^M                       | Carriage return              |
| 0000 1110 | 14      | 0E  | SO          | ␎     | ^N                       | Shift Out                    |
| 0000 1111 | 15      | 0f  | SI          | ␏     | ^O                       | Shift In                     |
| 0001 0000 | 16      | 10  | DLE         | ␐     | ^P                       | Data Link Escape             |
| 0001 0001 | 17      | 11  | DC1         | ␑     | ^Q                       | Device Control 1 - oft. XON  |
| 0001 0010 | 18      | 12  | DC2         | ␒     | ^R                       | Device Control 2             |
| 0001 0011 | 19      | 13  | DC3         | ␓     | ^S                       | Device Control 3 - oft. XOFF |
| 0001 0100 | 20      | 14  | DC4         | ␔     | ^T                       | Device Control 4             |
| 0001 0101 | 21      | 15  | NAK         | ␕     | ^U                       | Negative acknowledgement     |
| 0001 0110 | 22      | 16  | SYN         | ␖     | ^V                       | Synchronous Idle             |
| 0001 0111 | 23      | 17  | ETB         | ␗     | ^W                       | End of Trans. Block          |
| 0001 1000 | 24      | 18  | CAN         | ␘     | ^X                       | Cancel                       |
| 0001 1001 | 25      | 19  | EM          | ␙     | ^I                       | End of Medium                |
| 0001 1010 | 26      | 1A  | SUB         | ␚     | ^Z                       | Substitute                   |
| 0001 1011 | 27      | 1B  | ESC         | ␛     | ^ [ or ESC               | Escape                       |
| 0001 1100 | 28      | 1C  | FS          | ␜     | ^\                       | File Separator               |
| 0001 1101 | 29      | 1D  | GS          | ␝     | ^]                       | Group Separator              |
| 0001 1110 | 30      | 1E  | RS          | ␞     | ^^                       | Record Separator             |
| 0001 1111 | 31      | 1F  | US          | ␟     | ^_                       | Unit Separator               |
| 0111 1111 | 127     | 7F  | L'          | ␡     | ^?, Delete, or Backspace | Delete                       |